# Bramke (Garte)
Die Bramke ist ein etwa 6 km langer rechtsseitiger Nebenfluss der Garte im Bereich der Gemeinde Gleichen im niedersächsischen Landkreis Göttingen. Der Bach hat seine Quelle am Hengstberg zwischen den Dörfern Groß Lengden und Sattenhausen. Er fließt durch Groß Lengden und mündet östlich von Klein Lengden auf einer Höhe von 185 Metern in die Garte.